# هيلي كيلغور
هيلي كيلغور (بالإنجليزية: Hailey Kilgore)‏ هي ممثلة أمريكية، ولدت في 16 فبراير 1999 في هامبل في الولايات المتحدة.

## وصلات خارجية
- الموقع الرسمي
- هيلي كيلغور على موقع IMDb (الإنجليزية)
- هيلي كيلغور على موقع ميوزك برينز (الإنجليزية)
- هيلي كيلغور على موقع قاعدة بيانات برودواي على الإنترنت (الإنجليزية)
- هيلي كيلغور على موقع قاعدة بيانات الفيلم (الإنجليزية)